# Visconde de Portalegre
Visconde de Portalegre é um título nobiliárquico criado por D. Luís I de Portugal, por Decreto de 14 de Dezembro de 1870, em favor de Francisco da Fonseca Coutinho e Castro de Refóios.
Titulares
1. Francisco da Fonseca Coutinho e Castro de Refóios, 1.º Visconde de Portalegre.

Após a Implantação da República Portuguesa, e com o fim do sistema nobiliárquico, usaram o título: 
1. Francisco da Fonseca Coutinho Martins Franco Frazão, 2.º Visconde de Portalegre, 2.º Visconde de Castelo Branco;
2. Renato de Almeida Franco Frazão, 3.º Visconde de Castelo Branco, 3.º Visconde de Portalegre.[2]